# Anianus (Wilparting)
Der heilige Anianus (* 6. Jahrhundert oder 7. Jahrhundert; † 15. November 697 in Irschenberg (unsicher)) war ein christlicher Diakon und Missionar im 7. Jahrhundert.

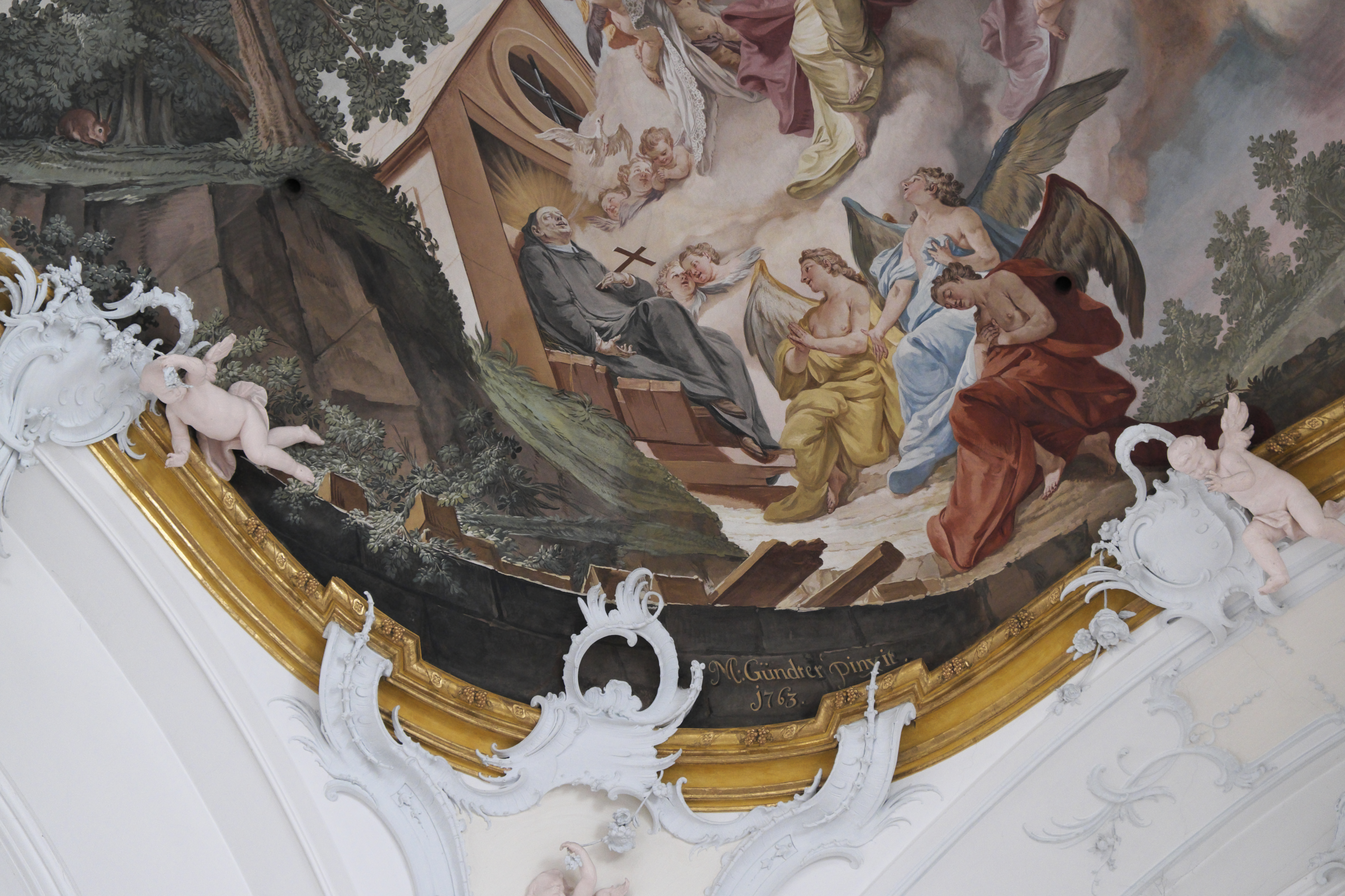
Tod des heiligen Anianus auf einem Deckenfresko in der Pfarrkirche St. Marinus und Anianus in Rott am Inn

Der Legende nach waren Anianus und sein Onkel Marinus adliger iroschottischer Abstammung. In Rom soll Marinus von Papst Eugen I. zum Bischof und Anianus zum Diakon geweiht worden sein. Gemeinsam christianisierten die beiden später das im heutigen Landkreis Miesbach in Oberbayern gelegene Tegernseer Tal, wo sie über 40 Jahre als Einsiedler lebten. Der Legende nach wurde Marinus von Vandalen ermordet. Anianus soll, nachdem er von Marinus’ Martyrium erfuhr, noch am selben Tag eines wundersamen Todes gestorben sein.
Die Wallfahrtskirche Wilparting in der Nähe von Irschenberg ist sowohl dem heiligen Marinus als auch dem heiligen Anianus geweiht.
Vom Namen Anianus leiten sich die männlichen Vornamen Anian und Anjan ab. Mehrere Heilige tragen den Namen Anianus, der in der christlichen Tradition auf Anianus von Alexandria zurückgeht. Der weibliche Vorname Anja hingegen stammt nicht von Anianus, sondern ist eine russische Koseform von Anna. 